# Klein Kühren
Klein Kühren ist ein Ortsteil der Gemeinde Neu Darchau im Landkreis Lüchow-Dannenberg in Niedersachsen.
Das Dorf liegt südöstlich des Kernbereichs von Neu Darchau direkt am Westufer der Elbe an der Elbuferstraße.